# 3 septembre 1940
Le mardi 3 septembre 1940 est le 247e jour de l'année 1940.

## Naissances
- Brian Lochore, joueur et entraîneur néo-zélandais de rugby à XV
- Eduardo Galeano (mort le 13 avril 2015), écrivain et journaliste uruguayen
- Hermann Stessl, footballeur autrichien
- Jean-Marie Dallet, écrivain français
- Joseph Sinde Warioba, diplomate et homme politique tanzanien
- Luc Tinseau, personnalité politique française
- Macha Méril, actrice française
- Maxime Gremetz, personnalité politique française
- Pauline Collins, actrice britannique
- Robert J. Gordon, économiste américain

## Décès
- Henri Lavedan (né le 9 avril 1859), journaliste et auteur dramatique français
- Irma Sztáray (née le 10 juillet 1863), comtesse allemande
- Liu Na'ou (né en 1905), écrivain et cinéaste chinois
- Victor Legros (né le 28 mai 1861), personnalité politique française

## Événements
- L'Opération Otarie, organisant l'invasion du Royaume-Uni, est fixée au 21 septembre.
- Première livraison de destroyers américains à la Royal Navy.
- Le général Ion Antonescu, devient Premier ministre du Royaume de Roumanie.